# 克拉爾特山脈

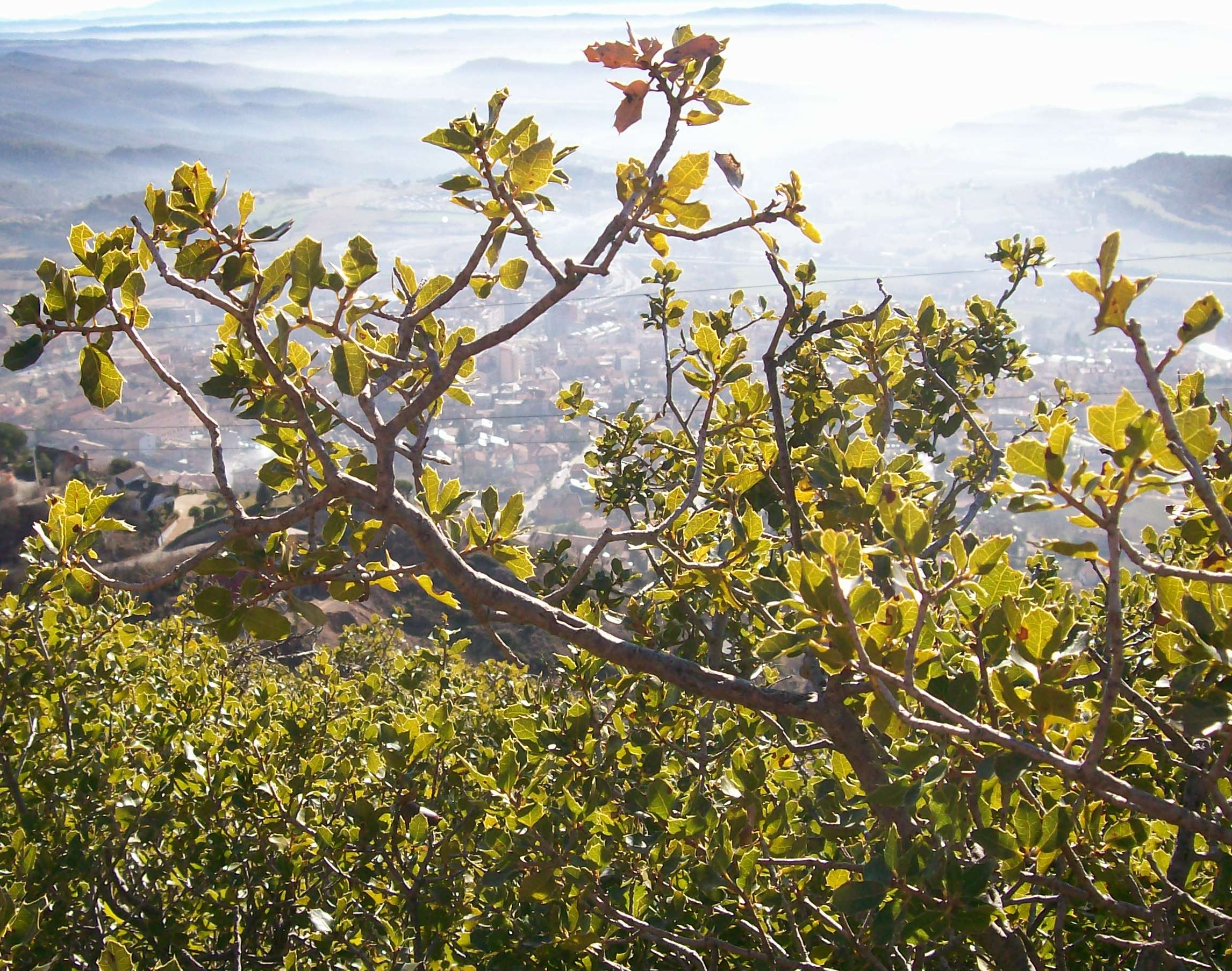

42°N 1°E / 42°N 1°E
克拉爾特山脈，是西班牙的山脈，位於該國東北部加泰羅尼亞，屬於前比利牛斯山山麓的一部分，最高點海拔高度1,588米，山體由石灰岩組成。